# Speed of Light (Iron Maiden)
Speed of Light è un singolo del gruppo musicale britannico Iron Maiden, pubblicato il 14 agosto 2015 come primo estratto dal sedicesimo album in studio The Book of Souls.

## Descrizione
Seconda traccia dell'album, Speed of Light è stato composto dal chitarrista Adrian Smith e dal cantante Bruce Dickinson ed è uno dei brani più corti dell'album.

## Video musicale
Il videoclip, diretto e prodotto da Llexi Leon, è stato pubblicato in concomitanza con l'uscita del singolo. Esso mostra il solo Eddie the Head intento a usare un videogioco il cui protagonista è proprio la mascotte del gruppo.
Il 19 agosto 2015 il gruppo ha pubblicato un dietro le quinte del video, nel quale Leon ne ha spiegato il concept e la realizzazione.

## Tracce
Testi e musiche di Adrian Smith e Bruce Dickinson.
1. Speed of Light – 5:02

## Formazione
Gruppo
- Bruce Dickinson – voce
- Dave Murray – chitarra
- Adrian Smith – chitarra
- Janick Gers – chitarra
- Steve Harris – basso
- Nicko McBrain – batteria

Produzione
- Kevin "Caveman" Shirley – produzione, missaggio
- Steve Harris – coproduzione
- Denis Caribaux – ingegneria del suono
- Ade Emsley – mastering